# Jah' nuur
Il Jah' nuur (in mongolo: Яхь нуур) è un lago della Mongolia orientale, nella provincia del Dornod, a cavallo dei distretti di Sėrgėlėn e Čojbalsan. 
Si trova a un'altitudine di 670 m s.l.m., è lungo 20,4 km e largo 11,9 km e ha una superficie di 97 km². Ha una profondità massima di 4 m.